# Banjo – en kattunge på rymmen
Banjo – en kattunge på rymmen (original Banjo the Woodpile Cat) är en amerikansk animerad kortfilm från 1979, regisserad av Don Bluth. Den visades på TV i Sverige år 1984 med engelskt originalljud.
Den släpptes på DVD i Sverige år 2010 under titeln Vildkatten Banjo med svensk dubbning.

## Rollista

### Engelska röster
- Marcus "Sparky Marcus" Issoglio – Banjo
- Benjamin "Scatman" Crothers – Crazy Legs
- Beah Richards – Zazu

Övriga engelska röster: Jerry Harper, Ken Sansom, Ann E. Beasley, Robin Muir, Georgette Rampone, Jackie Ward, Sally Stevens, Sue Allen.

### Svenska röster
- Dick Eriksson – Banjo
- Björn Granath – Tokiga Ben
- Annelie Berg – Zazu

Övriga svenska röster: Pierre Wilkner, Vivian Cardinal, Joakim Jennefors, Michaela Kreffe-Odell, Roger Persson.